# José Barrias
José Barrias (Lisboa,  14 de junho de 1944 – 6 de junho de 2020) foi um artista plástico português.

## Biografia
José Barrias nasceu em Lisboa em 1944, filho do pintor Miguel Barrias. Viveu no Porto entre 1950 e 1967, onde estudou no Liceu Alexandre Herculano e frequentou brevemente a Escola Superior de Belas Artes do Porto. 

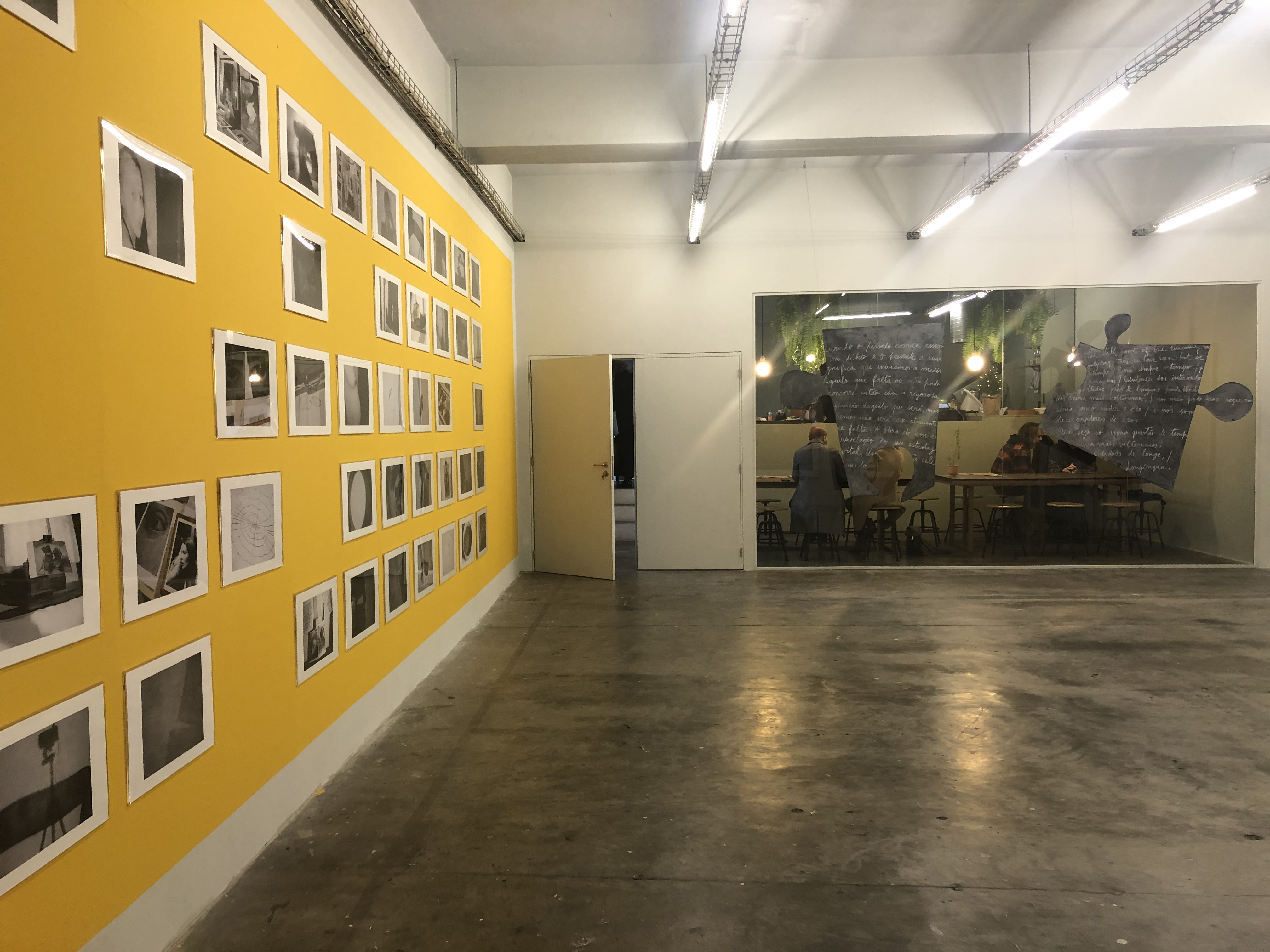
Vista da exposição José Barrias. Escrever com a Luz: Notas para a Biografia de uma Sombra com curadoria de Paula Parente Pinto no Centro para os Assuntos da Arte e da Arquitectura, Guimarães, dezembro 2019.

Viveu em Paris em 1967-68, tendo fixado residência em Milão a partir de 1968. "O seu tempo de criação iniciou-se no momento das últimas linguagens da vanguarda: o que nos anos 70 foi, em Portugal (onde manteve raízes fortes), o pósconceptualismo. Dessa formação lhe ficou o cruzamento das linguagens, a sobriedade dos meios, o lugar da palavra na conceção das obras e das séries temáticas" .

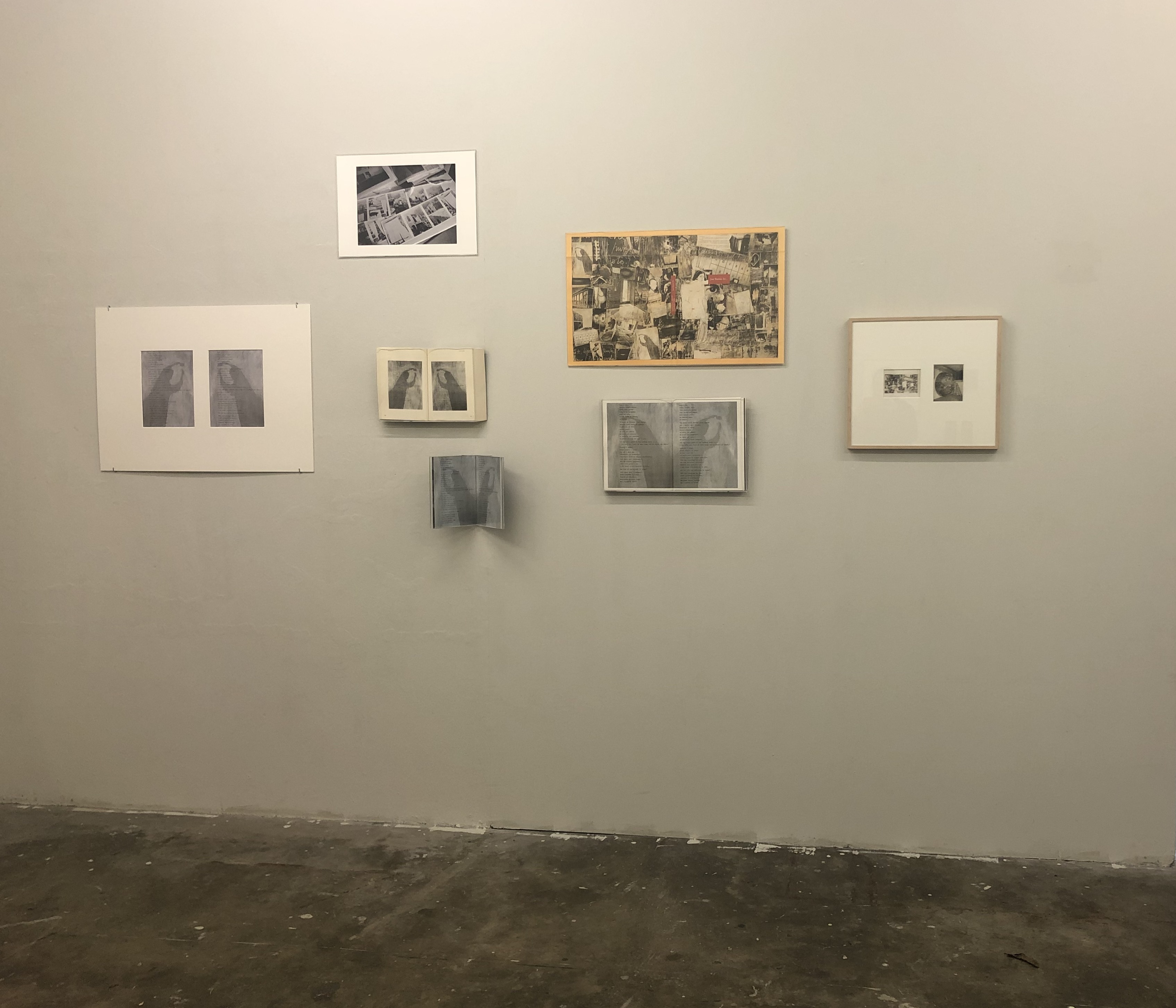
Vista da exposição José Barrias. Escrever com a Luz: Notas para a Biografia de uma Sombra com curadoria de Paula Parente Pinto no Centro para os Assuntos da Arte e da Arquitectura, Guimarães, dezembro 2019.

José Barrias constrói "narrativas visuais através do desenho, da pintura, da fotografia e da instalação. A memória íntima articula-se com a memória dos lugares e da História nos seus trabalhos. O tempo como passagem é convocado a partir da acumulação de vestígios e de referências onde a composição visual resulta da convergência das imagens e das histórias. O romance filosófico adquire assim a dimensão de um romance visual. Ou de «quase um romance…», como diria Barrias, que assume o inacabado como condição da obra aberta que as suas narrativas constituem" .   
Trabalha por ciclos abertos, utilizando o "desenho, fotografia, pintura ou a escultura, segundo uma lógica de instalações, referenciando temas literários, de memória pessoal e cultural coletiva, onde a escrita toma um valor visual" .   
Participou na Bienal de Paris em 1980 e foi o representante de Portugal na Bienal de Veneza em 1984. 
Expôs com alguma regularidade em Portugal, nomeadamente: Galeria EMI Valentim de Carvalho, Lisboa (1990); Casa Fernando Pessoa, Lisboa (1992); exposição antológica no Centro de Arte Moderna, Fundação Calouste Gulbenkian, Lisboa (1996)  ; Galeria Porta 33, Funchal, Madeira (1997); Museu de Serralves, Porto (2011).
Morreu no dia 6 de junho de 2020 em Milão, aos 75 anos.